# Buxus nyasica
Buxus nyasica là một loài thực vật thuộc họ Buxaceae. Đây là loài đặc hữu của Malawi. Chúng hiện đang bị đe dọa vì mất nơi sống.